# Ceitil
O ceitil foi uma moeda portuguesa criada no reinado de D. Afonso V.
A sua designação tem origem no nome sextil, ou seja, um sexto.

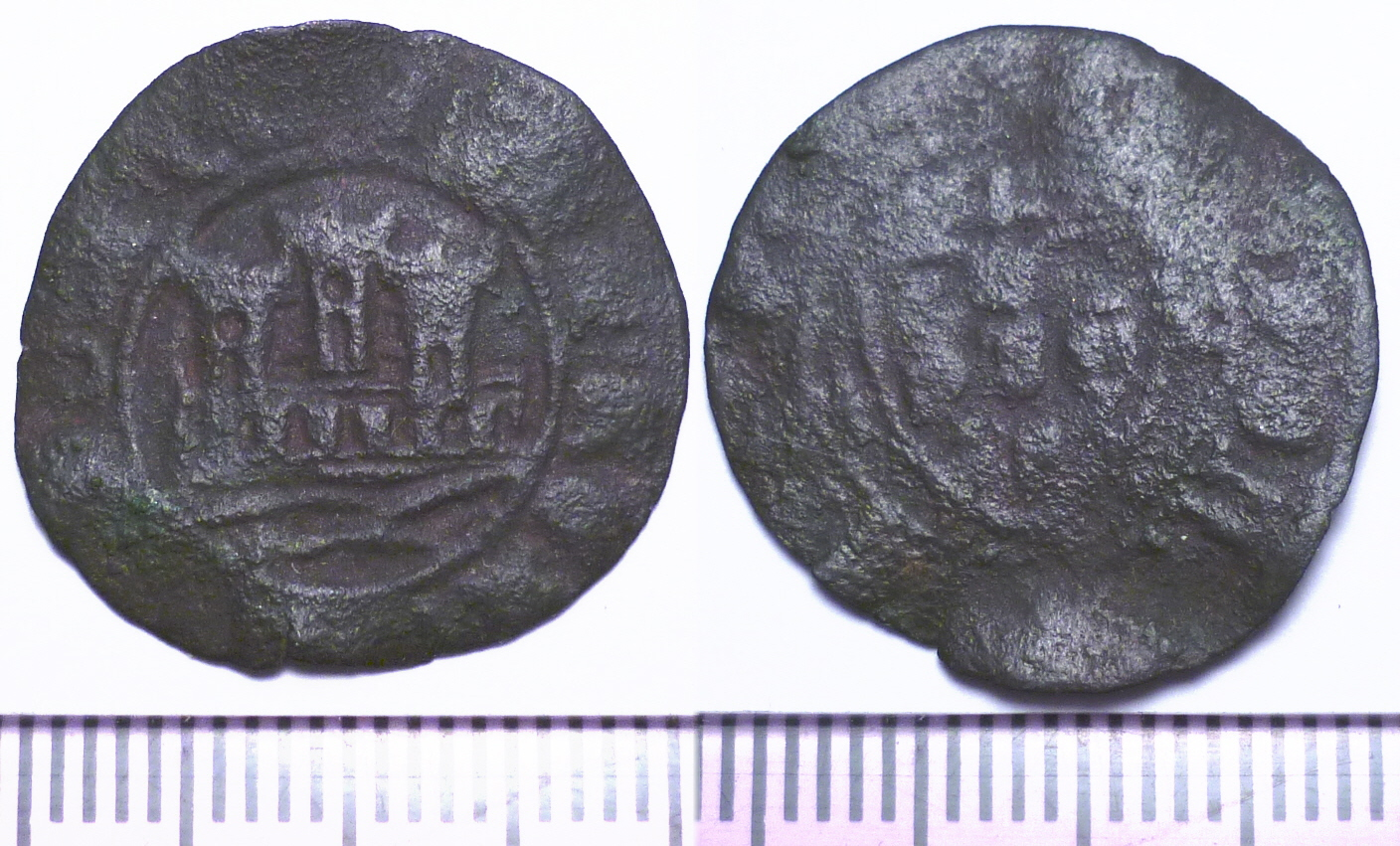
Moeda de cobre ceitil de um reinado não identificado, podendo ser de Afonso V or João II.

O seu valor passou de 1/5 de real branco a 1/6 de real, havendo pistas para a uma desvalorização até 1/7 de real em finais do século XV.
Na cultura poular há a expressão "até ao último ceitil", significando pagar ou gastar tudo.